# حساب المتغيرات

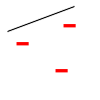
واحدة من أربع صور تم إنشاؤها كمثال على صفحة الأبعاد.

حساب التغيرات (بالإنجليزية: Calculus of variations)‏ هو من مجالات التحليل الرياضي الذي يتعامل مع زيادة أو تقليل تابعي الدوال التي هي عبارة عن تعيينات من مجموعة من الدوال إلى أعداد حقيقية. غالباً ما يتم التعبير عن تابعات الدوال هذه بتكاملات محددة تشمل الدوال ومشتقاتها. ويكون الاهتمام بالمتغيرات التي تجعل الدوال تصل إلى قيمة عظمى أو صغرى التي يكون فيها معدل التغير صفر.
مثال بسيط لهذه المشكلة هو إيجاد منحنى له أقصر طول يربط بين نقطتين. إذا لم يكن هناك أية قيود، فمن الواضح أن الحل خط مستقيم بين نقطتين. ومع ذلك، إذا كان المنحنى مقيد بأن يقع على سطح في الفضاء، إذا فالحل أقل وضوحاً، وربما العديد من الحلول قد تكون موجودة. هذه الحلول معروفة باسم الخطوط الجيوديسية . ومن المشاكل ذات الصلة يعرضها مبدأ فيرما : الضوء يتبع طريق أقصر طول ضوئي يربط بين نقطتين، حيث أن الطول الضوئي يعتمد على المادة المكونة للوسط .من المفاهيم في الميكانيكا هو مبدأ أقل عمل.
العديد من المشاكل الهامة تشمل دوال بها عدة متغيرات. حلول المشاكل التي بها قيمة للحدود لمعادلة لابلاس تلبي مبدأ ديريتشليت. مشكلة بلاتو تتطلب إيجاد مساحة أقل منطقة التي تمتد في محيط معين في الفضاء. على الرغم من أن مثل هذه التجارب سهلة نسبياً للتنفيذ، فإن تفسيرها الرياضي أبعد ما يكون عن البساطة: قد يكون هناك واحد أو أكثر من الأسطح ذي مساحة دنيا.

## التاريخ
حساب المتغيرات يمكن القول أنه بدء مع مشكلة منحنى براتشيستوتشروني التي أثارتها يوهان بيرنولي (1696). احتل فورا انتباه ياكوب بيرنولي وغييوم دي لوبيتال، ولكنليونارد أويلر الذي بدأت اسهاماته عام 1733 شرح أولا هذا الموضوع. ساهم لاجرانج إلى حد كبير في النظرية، و ليجاندر (1786) وضع نظرية ولكنها ليست بالكامل مرضية للتفريق بين القيمة القصوى والدنيا. إسحاق نيوتن وجوتفريد لايبنتز أعطوا أيضا بعض الاهتمام المبكر لهذا الموضوع. لهذا التمييز فينتشنزو بروناكسي (1810)، كارل فريدريش جاوس (1829)، سيميون بواسون (1831)، وميخائيل أوستروجرادسكي (1834)،و كارل جاكوبي (1837) كانو من بين المساهمين. وكان هناك عمل هام من ساروس (1842) الذي كثف وتم تحسينه بواسطة كوشي (1844). ومن بعض الاطروحات القيمة كتبت بواسطة ستراك (1849)، جيليت (1850)، أوتو هيس (1857)، الفريد كليبش (1858)، و كارل ((1885 ، ولكن ربما كان أهم أعمال القرن هو الذي قام به ويرستراس. احتفل بالطبع بالنظرية لكونها صانعة عهداَ جديداً، وأنه قد أكد أنه كان أول من وضع النظرية على أساس راسخ ولا يرقى إليه الشك. مشكلة هيلبرت العشرين والثالثة والعشرين نشرت في عام 1900 شجعت على زيادة التطوير.[2] في القرن العشرين قام دايفيد هيلبرت , إيمي نويثر، ليونيد تونيلي، هنري ليبيسج وجاك هادامارد بين أخرين ممن قدموا مساهمات كبيرة. طبق مارستون مورس حساب المتغيرات في ما يسمى الآن بنظرية مورس. ليف بونترياجين، رالف روكافيلرو كلارك طوروا أداه رياضية جديدة لحساب المتغيرات في نظرية التحكم الأمثل. البرمجة الديناميكية للريتشارد بيلمان هي بدله لحساب المتغيرات.

## القيم القصوى
حساب المتغيرات معني بالحدود العظمى أو الدنيا للدوال، التي تسمى مجتمعة القيم القصوى. تعتمد تابعة الدالة الرياضية على دالة، مشابهة إلى حد ما للطريقة التي يمكن أن تعتمد بها دالة على متغير عددي، وهكذا تم وصف تابعة الدالة الرياضية كدالة لدالة. تابعات الدوال لها قيم قصوى سواء عظمى أو دنيا بالنسبة للعناصر y لفضاء دالة معطاة ومعرفة عبر مجال معطى.
الدالة J [ y ] يقال أن يكون لها قيمة قصوى في الدالة f   إذا كانΔJ = J [ y ]  - J [ f] له نفس الإشارة لكل y في أحد الأحياء العشوائية الصغيرة المجاورة عند f . والدالة f تسمى دالة قصوى. والقيم القصوى للدالة J [ f ] تكون عظمى إذا كان ΔJ ≤ 0 في كل مكان في أحد الاحياء العشوائية الصغيرة المجاورة، ودنيا إذا كان ΔJ ≥ 0 . لفضاء دالة متصلة، قيم قصوى مقابلة لتابعة دالة تسمى ضعيفة أو قوية اعتماداً على إذا كان المشتقات الأولى للدالة المتصلة هيه أيضا متصلة أم لا.
لتعريف أكثر تفصيلاً لقيم القصوى الضعيفة والقوية يشتمل على مفهوم المعيار لدالة في فضاء الدالة، الذي له دور مشابه لطول متجه في فضاء المتجه. إذا كان y عنصر من عناصر فضاء الدالة C(a,b) لجميع الدوال المتصلة التي تم تعريفها في فترة زمنية مغلقة [a,b] ، فالمعيار norm  || y ||0 المعرف على C(a,b) هو قيمة الحد الأقصى المطلق y (x) عند a ≤ x ≤ b.
{\displaystyle \|y\|_{0}\equiv \max _{a\leq x\leq b}|y(x)|\qquad {\text{where}}\ \ y\in C(a,b)\,}
وبالمثل، إذا كان y عنصر من عناصر فضاء الدالة D1(a,b) لجميع دوال من C(a,b) التي لديها المشتقات الأولى متصلة، فالمعيار'norm  || y ||1 المعرف في D1(a,b) هو مجموع قيمة الحد الأقصى المطلق y (x) وقيمة الحد الأقصى المطلق للمشتقة الاولى المطلقة y ′(x) عند a ≤ x ≤ b.
{\displaystyle \|y\|_{1}\equiv \max _{a\leq x\leq b}|y(x)|\ +\max _{a\leq x\leq b}|y\,'(x)|\qquad {\text{where}}\ \ y\in D_{1}(a,b)\,}
الدالة J [ y ] يقال أن لها قيم قصوى ضعيفة في الدالة f إذا وجد بعض δ> 0 ، حيث أن  J [ y ] - J [ f] لها نفس الإشارة لكل الدوال y ∈ D1(a,b) مع  || y - f ||1 <δ. وبالمثل، الدالة J [ y ] يقال أن لها قيم قصوى عظمى في الدالة f إذا وجد δ> 0 حيث أن  J [ y ] - J [ f] لها نفس الإشارة لكل الدوال y ∈ C (a,b) مع || y - f ||0 <δ.
كلا القيم القصوى القوية والضعيفة على حد سواء لدالة هم لفضاء دالة متصلة ولكن القيم القصوى الضعيفة لها احتياجات إضافية حيث تكون المشتقات الأولى للدالة في الفضاء متصلة . ولذا القيم القصوى العظمى هي أيضاً قصوى ضعيفة، ولكن لا يجوز إجراء العكس. إيجاد القيم القصوى العظمى أصعب من العثور على القيم القصوى الضعيفة. مثال على الشرط الضروري الذي يتم استخدامها للعثور على القيم القصوى الضعيفة هي معادلة أويلر – لاغرانج.

## معادلة أويلر-لاغرانج
العثور على القيم القصوى تابعي الدوال مشابه لإيجاد القيم العظمى والصغرى للمعادلات. الحدود القصوى والدنيا للمعادلة يمكن العثور عليها من خلال إيجاد النقاط حيث تختفي مشتقاتها (أي تساوي الصفر). والحدود القصوى لتابعي الدوال يمكن الحصول عليها من خلال إيجاد معادلات مشتقتها تساوي الصفر. وهذا يؤدي إلى حل معادلة اويلر-لاغرانج .
انظر في المعادلة :
{\displaystyle J[y]=\int _{x_{1}}^{x_{2}}L[x,y(x),y'(x)]\,dx\,}
حيث ان
x1, x2 ثوابت
y (x) قابلة للتفاضل مرتين
y ′(x) = dy / dx  ,
L[x, y (x), y ′(x)] قابلة للتفاضل مرتين بالنسبة إلى x,   y,   y ′.
إذا كانت الدالة J[y ] تؤول إلى حد ادنى محلي عند f , و η(x) عبارة عن معادلة تعسفية التي لدبها ما لايقل عن مشتقة واحدة وتختفي عند نقاط النهاية x1 و x2 , ولأي رقم ε قريب من الصفر.
{\displaystyle J[f]\leq J[f+\varepsilon \eta ]\,}
εη هو تغير الدالة f ويعبر عنه δf .. بالتعويض عن f + εη في y في المعادلة J[ y ] , تكون النتيجة
{\displaystyle \Phi (\varepsilon )=J[f+\varepsilon \eta ]\,}
بما ان المعادلة J[ y ] لها حد ادنى عند y = f , و الدالة Φ(ε) لها حد ادنى عند ε = 0 فبالتالي
{\displaystyle \Phi '(0)\equiv \left.{\frac {d\Phi }{d\varepsilon }}\right|_{\varepsilon =0}=\int _{x_{1}}^{x_{2}}\left.{\frac {dL}{d\varepsilon }}\right|_{\varepsilon =0}dx=0\,.}
بأخد المشتقة الكاملة ل L[x, y, y ′] , حيث ان y = f + ε η و y ′ = f ′ + ε η′ هم دوال في ε وليس x
{\displaystyle {\frac {dL}{d\varepsilon }}={\frac {\partial L}{\partial y}}{\frac {dy}{d\varepsilon }}+{\frac {\partial L}{\partial y'}}{\frac {dy'}{d\varepsilon }}}
وبما ان dy /dε = η و dy ′/dε = η' 
{\displaystyle {\frac {dL}{d\varepsilon }}={\frac {\partial L}{\partial y}}\eta +{\frac {\partial L}{\partial y'}}\eta '} .
لذلك
{\displaystyle {\begin{aligned}\int _{x_{1}}^{x_{2}}\left.{\frac {dL}{d\varepsilon }}\right|_{\varepsilon =0}dx&=\int _{x_{1}}^{x_{2}}\left({\frac {\partial L}{\partial f}}\eta +{\frac {\partial L}{\partial f'}}\eta '\right)\,dx\\&=\int _{x_{1}}^{x_{2}}\left({\frac {\partial L}{\partial f}}\eta -\eta {\frac {d}{dx}}{\frac {\partial L}{\partial f'}}\right)\,dx+\left.{\frac {\partial L}{\partial f'}}\eta \right|_{x_{1}}^{x_{2}}\\\end{aligned}}}
حيث ان L[x, y, y ′] → L[x, f, f ′] عندما تكون ε = 0 و لذلك استعملنا التكامل بالأجزاء . أخر حد اختفى بسبب ان η = 0 عند x1 و x2 من التعريف . أيضا، كما ذكر من القبل أن الجانب الأيسر من المعادلة يساوي الصفر لذلك
{\displaystyle \int _{x_{1}}^{x_{2}}\eta \left({\frac {\partial L}{\partial f}}-{\frac {d}{dx}}{\frac {\partial L}{\partial f'}}\right)\,dx=0\,}
من النظرية الأساسية لحساب التفاضل والتكامل من الاختلافات يكون التكامل بين القوسين يساوي الصفر
وهي التي يطلق عليها معادلة اويلر-لاغرانج . الجزء الأيسر من النعادلة يطلق عليه مشتقة تابعة الدالة J[f] ويعبر عنها δJ/δf(x) .
بشكل عام يكون الناتج معادلة تفاضلية عادية من الدرجة الثانية التي يمكن حلها للحصول على الدالة القصوى  f(x) . . معادلة لاغرانج ضرورية ولكن ليست كافية للحصول على النقاط القصوى ل J[f] . الشروط الكافية تم مناقشتها في المراجع.